# Ait Harz Allah
Ait Harz Allah (en àrab آيت حرز الله, Āyt Ḥarz Allāh; en amazic ⴰⵢⵜ ⵃⵔⵣⵍⵍⴰⵀ) és una comuna rural de la província d'El Hajeb, a la regió de Fes-Meknès, al Marroc. Segons el cens de 2014 tenia una població total de 13.555 persones.